# Укренерго
ПрАТ «Національна енергетична компанія „Укренерго“» (НЕК «Укренерго») — оператор системи передачі України, який є членом ENTSO-E, з функціями оперативно-технологічного управління Об'єднаною енергосистемою України (ОЕС), передачі електроенергії магістральними електромережами від генерації до розподільчих мереж, а також адміністратора комерційного обліку та адміністратора розрахунків на ринку електричної енергії України.
ПрАТ «НЕК „Укренерго“» було створено на основі державного підприємства «НЕК „Укренерго“» як приватне акціонерне товариство (ПрАТ) зі 100 % акцій у власності держави, які належать до сфери управління Міністерства енергетики України.

## Ключові функції та завдання
Предметом діяльності НЕК «Укренерго» є виконання функцій оператора системи передачі, управління та експлуатації магістральними мережами, адміністратора комерційного обліку, адміністратора розрахунків та низки інших функцій відповідно до Статуту.
Компанія займається такими задачами:
- централізоване диспетчерське (оперативно-технологічне) управління ОЕС України для забезпечення балансу виробництва та споживання електроенергії і потужності в енергосистемі в режимі реального часу з дотриманням вимог операційної безпеки;
- забезпечення функціонування балансуючого ринку та ринку допоміжних послуг для дотримання операційної безпеки;
- передача електроенергії магістральними та міждержавними мережами з дотриманням критеріїв якості електроенергії;
- експлуатація, технічне обслуговування та розвиток магістральних та міждержавних мереж;
- забезпечення можливості приєднання до магістральних мереж об'єктів генерації та споживання;
- забезпечення паралельної роботи з суміжними енергосистемами;
- забезпечення технічної можливості експорту/імпорту електроенергії до 4-х країн Євросоюзу та сусідніх країн;
- інтеграція ОЕС України до ENTSO-E тощо.

## Структура
Компанія включає 4 територіальні управління обслуговування мережі: Північне, Південне, Східне та Західне. До їх складу входять 15 регіональних центрів обслуговування мереж (РЦОМ). Функції диспетчерського контролю в компанії виконують 6 регіональних диспетчерських центрів.
У складі НЕК «Укренерго» також функціонують два спеціалізовані відокремлені підрозділи (ВП):
- ВП «Будівництво і ремонт» (Київ), створений у 2019 р., виконує ремонти власними силами, розробляє проектно-кошторисну та технологічну документацію для будівельно-монтажних робіт тощо. ВП «Вінницяелектротехнологія», що входить у цей підрозділ, виготовляє оснащення для ремонту та експлуатації мереж, засобів захисту тощо, проводить ремонти під напругою та навчання персоналу.
- ВП «Укренергосервіс» (Київ) відповідає за матеріально-технічне та сервісне забезпечення діяльності «Укренерго».

1. ↑  До складу НЕК «Укренерго» входять також відокремлені підрозділи, що розташовані на тимчасово окупованій території України і не здійснюють господарську діяльність: Кримська ЕС, Джанкойські магістральні електромережі (МЕМ), Феодосійські МЕМ, Сімферопольські МЕМ, оздоровчий комплекс «Семидвір'я», пансіонат «Енергетик» та ВП «Південьенергопром» в АР Крим, а також Чайкінські МЕМ (м. Маріуполь), та Луганські МЕМ (м. Бахмут).

## Ключові цифри та факти
- член в ENTSO-E — європейській мережі операторів системи передачі, до якої входять 39 ОСП з 35 країн[2].
- одне з найбільших підприємств у власності держави зі статутним капіталом у 37,16 млрд грн[5]. Є стратегічним для держави Україна підприємством, що входить до переліку компаній, які не підлягають приватизації[6].
- 103 підстанції класу напруги 220—750 кВ
- понад 19 тис. км магістральних та міждержавних ліній електропередачі, якими електроенергія передається від генерації у розподільчі мережі.
- понад 7 тис. працівників[5]
- кредитний портфель «Укренерго» становить 1,4 млрд євро[5].
- компанія, з інтегрованою системою управління, яка відповідає вимогам міжнародних стандартів ISO 9001:2015, ISO 14001:2015 та ISO 45001:2018
- один з найбільших платників податків в Україні: за підсумками 2019 року НЕК «Укренерго» перерахувало до державного бюджету 3,4 млрд грн[7], увійшовши до ТОП-20 найбільших платників податків в Україні — 18 місце. А серед енергетичних компаній Укренерго піднялося порівняно з 2018 роком на 7 пунктів, посівши 10-те місце[8].
- одне з найпрозоріших українських підприємств за рівнем розкриття інформації про закупівлі за оцінками міжнародних організацій CoST та Transparency International[9].
- перша з українських компаній, закупівлі якої сертифіковано за міжнародним стандартом CIPS (Chartered Institute of Procurement & Supply[en]) — найбільшого міжнародного об'єднанням професіоналів в сфері закупівель, логістики та ланцюгів поставок. CIPS розробляв стандарти закупівель для ООН, Світового банку, МВФ та інших великих міжнародних компаній[10].
- перша державна компанія в Україні, яка стала партнером Всеукраїнської мережі доброчесності та комплаєнсу (UNIC)[11]

## Керівництво
- 2014—2015: Ущаповський Костянтин Валерійович

2 вересня 2024 року, голову правління ПрАТ «НЕК „Укренерго“» Кудрицького Володимира Дмитровича звільнили з посади.
5 вересня 2024 року, виконувачем обов'язків голову правління ПрАТ «НЕК „Укренерго“» обрано Олексія Брехт. Про це повідомили 13 вересня в офіційному Telegram-каналі ПрАТ «Національна енергетична компанія Укренерго»
До призначення на цю посаду Кудрицький очолював Компанію у статусі в.о. Голови правління з 22 лютого 2020 року після того, як попередній керівник «Укренерго» Всеволод Ковальчук заявив про свою відставку. Ковальчук обіймав посаду тимчасово виконуючого обов'язки директора НЕК «Укренерго», а згодом — виконучого обов'язки Голови правління НЕК «Укренерго» з жовтня 2015 року.

### Поточний голова правління
- Зайченко Віталій Борисович (з 23.6.2025) [17]

### Наглядова рада
- Педер Андреасен
- Даніель Доббені
- Роман Піонковскі
- Юрій Токарський (представник держави)
- Юрій Бойко (представник держави)
- Олександр Баранюк (представник держави)

Відбір на посади незалежних членів першого складу Наглядової ради "НЕК «Укренерго» Кабінет Міністрів України оголосив 23 квітня 2018 року. 03 жовтня 2018 р. Уряд погодив кандидатури першого складу Наглядової ради Компанії. Повноваження члена наглядової ради Максима Немчинова були припинені у липні 2019 року, на початку березня 2020 року було припинено повноваження представників держави у наглядовій раді компанії Сергія Кушніра та Олександра Поплавського. 3 березня 2020 року Кабінет міністрів погодив кандидатури трьох нових членів наглядової ради «Укренерго» — представників держави: Юрія Гелетія, Лева Підлісецького та Юрія Токарського. Повноваження Льва Підлісецького Та Юрія Гелетія було припинено наказами Міністерства фінансів України з 22 липня 2020 року.
10 грудня 2021 року Міністерство енергетики України своїм наказом затвердило нову наглядову раду НЕК «Укренерго». З 5 січня 2022 року Міністерство припинило повноваження члена наглядової ради НЕК «Укренерго» — представника держави Михайла Ільницького, призначивши замість нього Олександра Баранюка. 14 квітня 2022 року Міністерство енергетики своїм наказом припинило повноваження незалежного члена наглядової ради НЕК «Укренерго» Деяна Остоїча у зв'язку з поданою ним заявою.

## Історія
Державне підприємство НЕК «Укренерго» було створено відповідно до наказу Міністерства енергетики України від 15 квітня 1998 року № 54 на базі державного підприємства «Національний диспетчерський центр електроенергетики України» з приєднанням реорганізованого державного підприємства «Державна електрична компанія „Укрелектропередача“», як енергетична компанія з функціями оперативно-технологічного управління Об'єднаною енергосистемою України (ОЕС) та передачі електроенергії магістральними електромережами від генерації до регіональних електромереж енергопостачальних компаній (обленерго).
У 2020 році Кабінет міністрів України надав НЕК «Укренерго» державні гарантії в сумі 11,3 млрд грн для забезпечення виконання боргових зобов'язань.

### Корпоратизація «Укренерго»
Корпоратизація державного підприємства "НЕК «Укренерго» була вимогою Закону України «Про ринок електричної енергії» (п. 16 розділ XVII),. Кабінет Міністрів України погодив корпоратизацію розпорядженням від 22.11.2017 № 829. Реорганізація розпочалася після наказу Міненерговугілля від 05.12.2017 № 728 "Про утворення комісії з реорганізації (перетворення) ДП "НЕК «Укренерго» та затвердження Плану заходів з реорганізації (перетворення) ДП "НЕК «Укренерго» (29.12.2017).
Метою корпоратизації була зміна організаційно-правової форми та перетворення державного підприємства на приватне акціонерне товариство, 100 % акцій якого належать державі.
Було проведено попередню та повну інвентаризації, здійснено незалежну оцінку (переоцінку) активів підприємства та рецензування звіту. Також було складено передавальний баланс та проведено його аудит. Однак у грудні 2018 р. Міненерговугілля України зупинило подальший процес корпоратизації, ліквідувавши Комісію з реорганізації (перетворення) Укренерго — орган, що здійснював підготовку компанії до корпоратизації. Також було скасовано наказ, яким затверджувався план реорганізації підприємства. Це призупинило корпоратизацію Укренерго станом на кінець 2018 року.
У лютому 2019 р. після зміни органу управління на Міністерство фінансів процес корпоратизації Укренерго розпочато знову.
29 липня 2019 року Міністерство фінансів України ухвалило наказ про перетворення ДП НЕК «Укренерго» на приватне акціонерне товариство (ПрАТ) НЕК «Укренерго», 100 % акцій якого належать державі. Розмір статутного капіталу склав понад 37,1 млрд грн. У вересні 2021 року статус керуючого рахунком у цінних паперах НЕК «Укренерго» отримало Міністерство енергетики України.

### Анбандлінг
Анбандлінг — процес, що покликаний забезпечити незалежність «Укренерго» як оператора системи передачі (ОСП). Досягається завдяки розмежуванню управління суб'єктами передачі та виробництва електроенергії. До зміни органу управління на Міністерство фінансів, «Укренерго» перебувало під контролем Міністерства енергетики та вугільної промисловості, в сфері управління якого, окрім «Укренерго» знаходилися також найбільший в Україні виробник електроенергії ДП "НАЕК «Енергоатом», ПрАТ «Укргідроенерго» та інші учасники ринку. У зв'язку з цим існувала потреба зміни органу управління або для ОСП, або для інших учасників ринку, під контролем якого не перебуває жоден з учасників ринку електроенергії відповідно до законодавчих обмежень. Підпорядкування ОСП Мінфіну практикується в Європі, зокрема в таких країнах ENTSO-E, як Нідерланди, Фінляндія, Латвія, Словаччина, Чорногорія. Аналогічну практику було застосовано і в Україні.
Перехід «Укренерго» до сфери управління Міністерства фінансів забезпечив виконання вимог Закону України «Про ринок електричної енергії» та Директиви Європейського Парламенту та Ради 2009/72/ЄС від 13.07.2009, створив умови для подання запиту на проведення сертифікації ОСП.
28 липня 2021 року Кабінет Міністрів прийняв розпорядження про передачу Міністерству енергетики повноважень з управління корпоративними правами «Укренерго». У вересні 2021 року «Укренерго» перейшло в управління Міненерго.

### Сертифікація оператора системи передачі
Необхідність сертифікації визначена Законом України «Про ринок електричної енергії» та вимогами Третього енергетичного пакета ЄС. Закон визначає низку обов'язкових умов, які мав виконати «Укренерго» для сертифікації: корпоратизація компанії, анбандлінг, компанія має бути власником мережі.
Перші дві умови було виконано, виконання третьої вимагало внесення змін до законодавства. У редакції Закону «Про ринок електричної енергії» була передбачена лише одна модель системного оператора — OU (англ. ownership unbundling), що означає «розділення з власністю». Вона передбачала, що незалежність системного оператора забезпечується за рахунок того, що система передачі (магістральні мережі) перебуває у його власності. Водночас в Україні магістральні мережі не можуть належати нікому, окрім держави, навіть акціонерному товариству, 100 % якого належать державі. Тому «Укренерго» не відповідав вимогам відділення по моделі ownership unbundling (OU) і працював над запровадженням моделі відокремлення ISO (англ. Independent System Operator).
Модель ISO передбачає наявність у ОСП активів у користуванні, а не у власності, як це передбачено моделлю OU, та наявність у його розпорядженні фінансових, технічних, матеріальних та людських ресурсів, необхідних для провадження діяльності з передачі електричної енергії.
14 серпня 2019 року «Укренерго» подало документи до НКРЕКП для сертифікації як незалежного оператора системи передачі. На початку жовтня 2019 року Національна комісія, що здійснює державне регулювання у сферах енергетики та комунальних послуг (НКРЕКП), визнала, що ПрАТ «Укренерго» в цілому відповідає вимогам щодо відокремлення і незалежності оператора системи передачі та ухвалила попереднє рішення про сертифікацію ПрАТ "НЕК «Укренерго». Уся інформація, що стосується ухваленого рішення, була передана секретаріату Енергетичного співтовариства. За умови прийняття необхідних змін до законодавства, ПрАТ "НЕК «Укренерго» планувало сертифікуватися як незалежний європейський оператор системи передачі орієнтовно у І кварталі 2021 року. Проте закон 1396-IX, який зробив можливим сертифікацію компанії за моделлю ISO, був прийнятий Верховною Радою 15 квітня, набрав чинності 15 травня 2021 року. 17 травня 2021 року компанія подала до Національної комісії держрегулювання енергетики і комунальних послуг (НКРЕКП) запит на сертифікацію компанії як оператора системи передачі електроенергії. 2 червня НКРЕКП ухвалила попереднє рішення про сертифікацію НЕК «Укренерго» як оператора системи передачі (ОСП) європейського зразка за моделлю ISO (Independent System Operator). 17 грудня 2021 року, НКРЕКП сертифікувала НЕК «Укренерго» як оператора системи передачі європейського зразка за моделлю ISO. Секретаріат Енергетичного співтовариства підтвердив відповідність цього рішення Третьому енергопакету ЄС.
Сертифікація НЕК «Укренерго» як незалежного оператора системи передачі є обов'язковою умовою для можливості синхронізації української енергосистеми з ENTSO-E, де діють єдині європейські правила, визначені у вищезгаданій Директиві ЄС 2009/72/ЄС від 13.07.2009. Крім того, сертифікація Укренерго — обов'язкова умова для набуття компанією статусу члена-спостерігача в ENTSO-E.

### Залучення коштів на фінансування екологічних проєктів
3 листопада 2021 року НЕК «Укренерго» розмістила 5-річні «зелені» єврооблігації з погашенням 9 листопада 2026 року на $825 млн. Єврооблігації розміщені під державні гарантії України, кредитний рейтинг випуску був прирівняний рейтинговими агентствами Moody's та Fitch до суверенного кредитного рейтингу. Єврооблігації НЕК «Укренерго» є найбільшим випуском єврооблігацій українськими несуверенними емітентами за весь період, а також найбільшим випуском зелених єврооблігацій емітентами з України та СНД. Переважна сума коштів від випуску буде використана для погашення заборгованості перед ДП «Гарантований покупець», а будь-які кошти, що залишаться після погашення даного боргу, будуть використані для фінансування або рефінансування інших «зелених» проєктів.
6 листопада 2024 року НЕК «Укренерго» поінформувала своїх партнерів і кредиторів про тимчасове зупинення з 9 листопада здійснення платежів за «зеленими» єврооблігаціями та запевнила їх в операційній та фінансовій стійкості компанії.

## Інтеграція до ENTSO-E
Інтеграція ОЕС України до європейської мережі операторів системи передачі ENTSO-E (англ. European Network of Transmission System Operators for Electricity) — стратегічна мета Укренерго та важлива складова енергетичної безпеки України. Інтеграція передбачена Угодою про Асоціацію між Україною та ЄС.
Угоду про умови об'єднання енергосистеми України з енергосистемою континентальної Європи ENTSO-E було підписано 28 червня 2017 року. Угода містить Каталог заходів, перелік необхідних досліджень і Дорожню карту інтеграції та передбачає можливість синхронного об'єднання у 2023 році. Наразі з 2002 року синхронно з європейською енергосистемою працює лише частина ОЕС України, так званий «Острів Бурштинської ТЕС». Основна частина ОЕС України історично працює синхронно з Росією, Білоруссю та Молдовою.
10 грудня 2018 року «Укренерго» та оператор системи передачі республіки Молдова Молделектрика підписали "Експлуатаційну угоду про створення блоку регулювання в складі енергосистем України і Республіки Молдова. 300 сторінок Угоди містять загальні технологічні аспекти, положення і технічні умови забезпечення паралельної роботи енергосистем двох країн, які повністю відповідають вимогам і правилам ENTSO-Е.
Наприкінці 2018 року Кабінет Міністрів України затвердив та згодом оприлюднив План заходів щодо синхронізації об'єднаної енергетичної системи України з об'єднанням енергетичних систем держав — членів Європейського Союзу.
У лютому 2019 р. «Укренерго» підписано угоду про участь Компанії у програмі співробітництва з ENTSO-E поза межами членства на 2019—2021 рр. Мета програми — поглиблення співпраці з ОСП через проведення спеціалізованого цільового навчання персоналу, вивчення досвіду роботи та тенденцій розвитку європейського енергетичного ринку для підготовки до нових умов функціонування системи управління мережею передачі після інтеграції з ENTSO-E.
Наприкінці червня 2019 року «Укренерго» підписало договір з ENTSO-E про обмін даними на Transparency Platform. Він передбачає, що Укренерго на постійній основі буде передавати та оновлювати дані на платформі ENTSO-E щодо навантаження, пропускної спроможності та балансування енергосистеми.
30 квітня 2019 року для вивчення можливості синхронного об'єднання енергосистеми України з ENTSO-E.було створено консорціум системних операторів ENTSO-E (до нього увійшли представники ОСП Німеччини, Польщі, Словаччини, Угорщини, Румунії, Сербії. 12 вересня 2019 р. НЕК «Укренерго» підписала сервісний контракт із консорціумом. Контракт передбачає створення спільної математичної моделі енергосистеми України й ENTSO-E та проведення досліджень динамічної і статичної стійкості енергосистем.
У січні-квітні 2019 року проведені випробування на 11 енергоблоках 8 українських електростанцій (Харківській ТЕЦ-5, Трипільській ТЕС, Київській ТЕЦ-5, Криворізькій ТЕС, Запорізькій ТЕС, Бурштинській ТЕС, Кременчуцькій ГЕС та Добротвірській ТЕС) щодо автоматичного регулювання частоти й потужності та автоматичного регулювання напруги і реактивної потужності. Випробування проводилися за консалтингової підтримки та фінансування USAID, а також за участі консультантів від Енергетичної асоціації США (USEA). Результати випробувань схвалені проектною групою ENTSO-E Україна-Молдова і взяті за основу для подальших досліджень.
12 жовтня 2020 року фахівці «Укренерго» та «Енергоатому» за участю міжнародних консультантів завершили випробування систем збудження на енергоблоках атомних електростанцій. Результати цих тестувань стали останніми даними, що були необхідні для виконання низки заходів за угодою синхронізацію ОЕС України з європейською континентальною мережею ENTSO-Е.
На основі результатів випробувань енергоблоків генеруючих одиниць, а також додаткових даних, отриманих за результатами випробувань на АЕС, були створені математичні моделі енергосистеми для імітації її роботи у різних режимах. Результати досліджень стали основою для ухвалення рішення про можливість синхронного об'єднання енергосистеми України з ENTSO-E.
Аналогічні дослідження у молдовській енергосистемі для єдиного контрольного блоку регулювання Україна/Молдова мали здійснюватися в межах окремого контракту між Moldelectrica I.S. та Консорціумом.
Дослідження були завершені наприкінці 2021 року. На 2022 рік заплановано роботу енергосистеми України у тестовому ізольованому режимі, який загалом має тривати два тижні: один тиждень — у зимовий період, другий — у літній. Перший етап випробування енергосистеми України в ізольованому від енергосистем Росії, Білорусі та мережі ENTSO-E режимі заплановано на  24-26 лютого 2022 року.
Наприкінці 2021 року НЕК «Укренерго» подала заявку на отримання статусу «члена-спостерігача» (observer-membership) в ENTSO-E та 26 квітня 2022 року отримала цей статус.
28 листопада 2023 року, Європейська мережа операторів системи передання електроенергії (ENTSO-E) ухвалила рішення про переведення України з тимчасового режиму на постійну синхронізацію. Це означає, що процес синхронізації енергосистем України та Європейського Союзу повністю завершено, а потужності для імпорту електроенергії з Європи збільшено на 500 МВт — до 1700 МВт.
14 грудня 2023, вищий керівний орган ENTSO-E — Генеральна Асамблея — під час свого засідання, повідомила, що НЕК «Укренерго» стала повноправним членом Асоціації Європейської мережі операторів системи передачі електроенергії ENTSO-E.

## Комплаєнс-офіс
2018 року в «Укренерго» за консультативної підтримки компанії «великої четвірки» KPMG та Elia Grid International створило комплаєнс-офіс, у лютому 2019 року Наглядова рада затвердила комплаєнс-політику, розроблену на основі міжнародних стандартів Організації економічного співробітництва та розвитку (ОЕСР).

## Членство в організаціях

### Міжнародні
- Міжнародна Рада з великих електричних систем[en] (CIGRE)[63]
- Європейська бізнес-асоціація (від 04.03.2019)[64]
- Офіційний підписант Глобального договору ООН в Україні[65]

### Національні
- Громадська спілка "Асоціація «Укргідроенерго»
- Київська торгово-промислова палата
- Федерація роботодавців паливно-енергетичного комплексу
- Об'єднання енергетичних підприємств «Галузевий резервно-інвестиційний фонд розвитку енергетики»
- партнер Всеукраїнської Мережі Доброчесності та Комплаєнсу UNIC[11]
- Сертифікований учасник Професійної асоціації екологів України[66]